# 아르지네이스
아르지네이스(영어: arginase) (EC 3.5.3.1)는 망가니즈를 함유하고 있는 효소이다. 아르지네이스는 다음과 같은 화학 반응을 촉매하는 효소이다.
아르기닌 + H2O → 오르니틴 + 요소
아르지네이스는 요소 회로의 마지막 효소이다. 아르지네이스는 생물체의 모든 영역에 걸쳐 분포되어 있다.

## 같이 보기
- 가수분해효소